# Leon Heywood
Leon Heywood (* 26. Mai 1952; † 2014) war ein australischer Snookerspieler, der nach einem zweiten Platz bei der australischen Snooker-Meisterschaft im Jahr 1976 zwischen 1983 und 1992 insgesamt neun Jahre als Profispieler verbrachte und in dieser Zeit unter anderem das Viertelfinale der Australian Professional Championship 1984 und den 98. Rang der Weltrangliste erreichte.

## Karriere

### Anfänge als Amateur
Der im Jahr 1952 geborene Heywood verbrachte seine Jugend in Adelaide und kam spätestens 1977 nach Sydney, wo er ab dem gleichen Jahr bis zu seinem Lebensende Mitglied und späteres Life Member des City Tattersalls Club war. Bereits 1976 hatte Heywood bei der australischen Snooker-Meisterschaft den zweiten Rang hinter Ron Atkins belegt, wobei er im selben Jahr an der Amateurweltmeisterschaft teilgenommen hatte und dort mit nur einem Sieg und Niederlagen gegen unter anderem Terry Griffiths und Silvino Francisco in der Gruppenphase ausgeschieden war. 1979 nahm er zudem an den Pontins Spring Open teil, verlor aber sein Auftaktspiel mit 1:4 gegen Steve Davis. Zudem spielte er als erster Australier ein (nicht offiziell anerkanntes) Maximum Break. Zumindest im selben Jahr nahm er zudem an der Staatsmeisterschaft von New South Wales teil. Mehrere Jahre später, je nach Angabe 1983 oder 1984, wurde Heywood Profispieler.

### Profijahre
Heywoods erste Profisaison war die Spielzeit 1983/84, in der er lediglich an der Snookerweltmeisterschaft teilnahm und dort mit 7:10 gegen George Scott verlor. In der nächsten Saison nahm er schließlich erstmals an der Australian Professional Championship und verlor im Viertelfinale sein Auftaktspiel mit 2:6 gegen John Campbell, während er bei der Snookerweltmeisterschaft mit 1:10 gegen Bob Chaperon erneut sein Auftaktspiel verlor. Auf der Snookerweltrangliste wurde er dadurch im Folgenden auf Rang 98 geführt, welcher seine beste Weltranglistenplatzierung darstellt. Nachdem er aber in den folgenden beiden Saisons 1985/86 und 1986/87 zum einen nur an der Australian Professional Championship teilnahm und mit 3:7 gegen Glen Wilkinson sein Auftaktspiel verlor und zum anderen sich zwar für mehrere Turniere anmeldete, mit Ausnahme der Australian Professional Championship und der dortigen 0:6-Niederlage gegen Glen Wilkinson aber kein einziges Spiel antrat, rutschte er erst auf Rang 118 ab und verlor anschließend wieder seinen Ranglistenplatz.
In der Saison 1987/88 nahm er schließlich erneut nur noch an der Australian Professional Championship teil und verlor mit 4:6 gegen Ian Anderson erneut sein Auftaktspiel. Auch wenn er im Folgenden kein einziges Profispiel mehr bestritt, kehrte er während der Saison 1991/92 mit Platz 159 auf die Weltrangliste zurück. Dennoch beendete er zum Ende dieser Saison nach neun Profijahren seine Profikarriere.

### Weiteres Leben
Heywood betrieb neben dem Snooker verschiedenste Sportarten wie Fitnesstraining, Laufen, Schwimmen und nicht zuletzt Racquetball. In letzterer Sportart gewann er ebenso verschiedene Turniere und war zudem Präsident des lokalen Clubs. Sieben bis acht Jahre vor seinem Tod erkrankte Heywood schwer, bis er wenige Monate vor seinem Tod von Sydney in seine Heimatstadt Adelaide umzog und Anfang 2014 schließlich im Alter von 61 Jahren starb. In einem Nachruf bezeichnete ihn der Vorsitzende des City Tattersalls Club, dem er 37 Jahre angehört hatte, als „langen, schlanken und flexiblen, mit einer ruhigen Hand, einem kühlen Kopf und einem starken Siegeswillen“ ausgestatteten Spieler.

## Erfolge
| Ausgang       | Jahr | Turnier                            | Finalgegner | Ergebnis     |
| ------------- | ---- | ---------------------------------- | ----------- | ------------ |
| Profiturniere |      |                                    |             |              |
| Zweiter       | 1976 | Australische Snooker-Meisterschaft | Ron Atkins  | Gruppenphase |